# Venturosa
Venturosa est une municipalité brésilienne située dans l'État du Pernambouc.